# Hasan Oulan
Hasan Oulan – wieś w Iranie, w ostanie Azerbejdżan Zachodni, w szahrestanie Szahin Deż. W 2006 roku liczyła 34 mieszkańców.